# Blinded by Faith
Pour les articles homonymes, voir BBF.
Blinded By Faith (BBF) est un groupe québécois de black metal, originaire de Lévis, au Québec. Le groupe, formé en 1996, publie son premier album studio, Under an Occult Sun, en 2003. Il est suivi par Weapons of Mass Distraction, produit vers fin 2006, et publié en 2007. En 2012, le groupe publie son troisième album Tchernobyl Survivor.

## Biographie
Le groupe se forme en 1996 à Lévis, au Québec, à partir de cinq membres. Au printemps 1997, un sixième membre se rajoute, un claviériste, ce qui amena le groupe à jouer des pièces plus mélodiques. 
Leur premier démo intitulée Veiled Hideousness est produite en 2000. Leur premier album studio, Under an Occult Sun, est enregistré aux studios New Rock à Québec, et publié en 2003. À la fin de 2004, le groupe publie ses produits sur son site internet.
Le 12 juillet 2006, le groupe est rejoint par Julien Marcotte. Leur deuxième album Weapons of Mass Distraction, est produit vers la fin 2006, toujours au New Rock, aux côtés du producteur Yannick St-Amand (Despised Icon, Beneath the Massacre), et est annoncé pour 2007. L'album est publié le 15 mai 2007 et contient 10 chansons. 
En octobre 2007, Blinded by Faith publie sa vidéo de la chanson The World Has Something to Offer issue du DVD Imperial Collapse. Le même mois, ils sont annoncés au Metalfest de Trois-Rivières le 3 novembre, aux côtés de Quo Vadis et Augury, notamment. Ils sont aussi annoncés au concert organisé par Galy Records les 23 et 24 novembre à Montréal et Québec, respectivement,. En 2008, le groupe annonce l'arrivée de Jean-François Gagné à la basse.
Au début de 2010, le groupe annonce son entrée en studio pour l'enregistrement de trois nouvelles démos, The Pace of the Race, Dead End et Drastic Medicine, qui seront publiées en octobre la même année. En 2012, le groupe publie son troisième album Tchernobyl Survivor,.
Le 4 janvier 2017, Blinded By Faith annonce sur sa page Facebook que le groupe cessera prochainement d'exister après 20 ans d'existence. Le groupe entamera une tournée d'adieu en 2017 dont le dernier spectacle devrait se dérouler lors du Rockfest de Montebello.

## Membres

### Membres actuels
- Danny Émond - clavier (depuis 1997)[1]
- Tommy Demers - chant (depuis 1998)[1]
- Pascal Côté - guitare (depuis 2000)[1]
- Julien Marcotte - batterie (2001-2005 ; depuis 2006)[1]
- Daric Grenier - guitare (depuis 2008)[1]
- Jean-François Gagné - basse (depuis 2008)[1]

### Anciens membres
- Jean-Simon Roy - chant (1996)[1]
- Pascal Barriault - batterie (1996-1998)[1]
- Dany Laliberté - chant (1996-1998)[1]
- Sébastien Lessard - guitare (1996-2000)[1]
- Daniel Gingras - guitare, chant (1996-2008)[1]
- Vincent Roy - basse (1996-2008)[1]
- Hugo Pelletier - batterie (1999-2001)[1]
- Luc Gaulin - batterie (2006)[1]
- Jean-François Gagné - basse (2008-2009)[1]